# 尚野
尚野（1244年—1319年），字文蔚，原籍保定，迁居满城（今河北满城县），元朝官员。
尚野写文章，文词典雅。元世祖至元十八年（1281年），被征为国史院编修官。出为汝州判官，廉介有为。转任南阳县尹，决狱无留滞。元成宗大德六年（1302）升其国子助教。奉命分学于上都，以教诸生。并大建学舍，以广教育。后历任国子博士、国子司业、翰林侍讲学士。官至集贤侍讲学士，兼国子祭酒。称疾归乡，从学之人更多。去世后，追封上党郡公，谥文懿。